# Remo nos Jogos Olímpicos de Verão de 2016 - Skiff duplo masculino
As provas do skiff duplo masculino nos Jogos Olímpicos de 2016 decorreram entre 6 e 11 de agosto na Lagoa Rodrigo de Freitas, Rio de Janeiro.

## Formato da competição
As competições de remo desenrolaram-se em formato de rondas, dependendo de quantas embarcações estavam inscritas. Cada regata teve um máximo de seis embarcações participantes, desenrolando-se ao longo de 2000 metros. No skiff duplo masculino, com 13 embarcações, os três primeiros de cada regata qualificatória seguiram diretamente para as semifinais, e os restantes disputaram vagas adicionais na repescagem (apuraram os três primeiros de cada regata). Nas semifinais os melhores três de cada regata seguiram em frente para a final A (disputa pelas medalhas), e as restantes embarcações competiram na final B, discutindo as restantes posições.

## Calendário
Os horários são pelo fuso de Brasília (UTC−3).
| Data                       | Hora  | Ronda           |
| -------------------------- | ----- | --------------- |
| Sábado, 6 de agosto        | 11:50 | Qualificatórias |
| Segunda-feira, 8 de agosto | 10:50 | Repescagem      |
| Terça-feira, 9 de agosto   | 10:30 | Semifinais      |
| Quinta-feira, 11 de agosto | 11:24 | Final A         |
| Quinta-feira, 11 de agosto | 13:00 | Final B         |

## Medalhistas
O título olímpico foi ganho pelos croatas, que na final levaram a melhor sobre as embarcações de Lituânia (prata) e Noruega (bronze).
|  | CRO Croácia                     |  | LTU Lituânia                       |  | NOR Noruega             |
|  | Martin Sinković Valent Sinković |  | Mindaugas Griškonis Saulius Ritter |  | Kjetil Borch Olaf Tufte |

## Resultados
Estes foram os resultados de todas as fases da competição:

### Qualificatórias
Os primeiros três de cada regata ficaram apurados para as semifinais, enquanto os restantes foram para a ronda de repescagem.

#### Qualificatória 1
| Pos. | Remadores                          | País              | Tempo   | Notas |
| ---- | ---------------------------------- | ----------------- | ------- | ----- |
| 1    | Robbie Manson Chris Harris         | NZL Nova Zelândia | 6:40.35 | SA/B  |
| 2    | Aleksandar Aleksandrov Boris Yotov | AZE Azerbaijão    | 6:40.52 | SA/B  |
| 3    | Francesco Fossi Romano Battisti    | ITA Itália        | 6:42.33 | SA/B  |
| 4    | Jonathan Walton John Collins       | GBR Grã-Bretanha  | 6:43.93 | R     |
| 5    | Eduardo Rubio Adrián Oquendo       | CUB Cuba          | 6:52.20 | R     |

#### Qualificatória 2
| Pos. | Remadores                          | País         | Tempo   | Notas |
| ---- | ---------------------------------- | ------------ | ------- | ----- |
| 1    | Mindaugas Griškonis Saulius Ritter | LTU Lituânia | 6:29.11 | SA/B  |
| 2    | Kjetil Borch Olaf Tufte            | NOR Noruega  | 6:30.58 | SA/B  |
| 3    | Marcel Hacker Stephan Krüger       | GER Alemanha | 6:31.85 | SA/B  |
| 4    | Georgi Bozhilov Kristian Vasilev   | BUL Bulgária | 6:44.31 | R     |

#### Qualificatória 3
| Pos. | Remadores                         | País          | Tempo   | Notas |
| ---- | --------------------------------- | ------------- | ------- | ----- |
| 1    | Martin Sinković Valent Sinković   | CRO Croácia   | 6:30.09 | SA/B  |
| 2    | Hugo Boucheron Matthieu Androdias | FRA França    | 6:33.03 | SA/B  |
| 3    | David Watts Chris Morgan          | AUS Austrália | 6:36.39 | SA/B  |
| 4    | Marko Marjanović Andrija Šljukić  | SRB Sérvia    | 7:07.29 | R     |

### Repescagem
Os três primeiros foram apurados para as semifinais A/B.
| Pos. | Remadores                        | País             | Tempo   | Notas |
| ---- | -------------------------------- | ---------------- | ------- | ----- |
| 1    | Jonathan Walton John Collins     | GBR Grã-Bretanha | 6:19.60 | SA/B  |
| 2    | Georgi Bozhilov Kristian Vasilev | BUL Bulgária     | 6:20.56 | SA/B  |
| 3    | Marko Marjanović Andrija Šljukić | SRB Sérvia       | 6:20.62 | SA/B  |
| 4    | Eduardo Rubio Adrián Oquendo     | CUB Cuba         | 6:21.52 |       |

### Semifinais
Os primeiros três de cada regata disputaram as medalhas na final "A"; os outros seguiram para a final "B".

#### Semifinal 1
| Pos. | Remadores                        | País              | Tempo   | Notas |
| ---- | -------------------------------- | ----------------- | ------- | ----- |
| 1    | Martin Sinković Valent Sinković  | CRO Croácia       | 6:12.27 | FA    |
| 2    | Kjetil Borch Olaf Tufte          | NOR Noruega       | 6:13.50 | FA    |
| 3    | Jonathan Walton John Collins     | GBR Grã-Bretanha  | 6:13.83 | FA    |
| 4    | Robbie Manson Chris Harris       | NZL Nova Zelândia | 6:17.01 | FB    |
| 5    | David Watts Chris Morgan         | AUS Austrália     | 6:19.36 | FB    |
| 6    | Georgi Bozhilov Kristian Vasilev | BUL Bulgária      | 6:47.00 | FB    |

#### Semifinal 2
| Pos. | Remadores                          | País           | Tempo   | Notas |
| ---- | ---------------------------------- | -------------- | ------- | ----- |
| 1    | Mindaugas Griškonis Saulius Ritter | LTU Lituânia   | 6:14.61 | FA    |
| 2    | Francesco Fossi Romano Battisti    | ITA Itália     | 6:15.24 | FA    |
| 3    | Hugo Boucheron Matthieu Androdias  | FRA França     | 6:16.15 | FA    |
| 4    | Marcel Hacker Stephan Krüger       | GER Alemanha   | 6:18.32 | FB    |
| 5    | Marko Marjanović Andrija Šljukić   | SRB Sérvia     | 6:27.66 | FB    |
| 6    | Aleksandar Aleksandrov Boris Yotov | AZE Azerbaijão | 6:37.49 | FB    |

### Finais

#### Final B
| Pos. | Remadores                          | País              | Tempo   | Notas |
| ---- | ---------------------------------- | ----------------- | ------- | ----- |
| 1    | David Watts Chris Morgan           | AUS Austrália     | 6:58.11 |       |
| 2    | Marcel Hacker Stephan Krüger       | GER Alemanha      | 6:58.86 |       |
| 3    | Georgi Bozhilov Kristian Vasilev   | BUL Bulgária      | 7:00.85 |       |
| 4    | Marko Marjanović Andrija Šljukić   | SRB Sérvia        | 7:03.13 |       |
| 5    | Robbie Manson Chris Harris         | NZL Nova Zelândia | 7:06.80 |       |
| 6    | Aleksandar Aleksandrov Boris Yotov | AZE Azerbaijão    | 7:24.03 |       |

#### Final A
| Pos.              | Remadores                          | País             | Tempo   | Notas |
| ----------------- | ---------------------------------- | ---------------- | ------- | ----- |
| Medalha de ouro   | Martin Sinković Valent Sinković    | CRO Croácia      | 6:50.28 |       |
| Medalha de prata  | Mindaugas Griškonis Saulius Ritter | LTU Lituânia     | 6:51.39 |       |
| Medalha de bronze | Kjetil Borch Olaf Tufte            | NOR Noruega      | 6:53.25 |       |
| 4                 | Francesco Fossi Romano Battisti    | ITA Itália       | 6:57.10 |       |
| 5                 | Jonathan Walton John Collins       | GBR Grã-Bretanha | 7:01.25 |       |
| 6                 | Hugo Boucheron Matthieu Androdias  | FRA França       | 7:02.06 |       |